# Учителско съзнание
„Учителски глас“ с поздаглавие Защитник на българското народно учителство в Отоманската държава е български вестник, излизал в Солун, Османската империя, от 21 септември до 12 октомври 1909 година.
Вестникът е професионален орган на Съюза на основните учители в Турция. Излиза в понеделник. Излизат общо 3 броя. Редактор му е Светослав Добрев. Печата се в печатница „Св. Петка“ в София. Мотото му е Един за всички и всички за един.
Политически вестникът е близък до БРСДП (обединена) и „Съзнание“. Обявява се против политиката на Българската екзархия.